# 文化大革命
文化大革命（ぶんかだいかくめい）は、中華人民共和国で1966年から1976年まで続き、1977年に終結宣言がなされた、中国最高指導者兼中国共産党主席毛沢東主導による「文化改革運動」を装った劉少奇からの奪権運動、政治闘争。全称は無産階級文化大革命（簡体字: 无产阶级文化大革命、繁体字: 無產階級文化大革命、プロレタリア文化大革命）、略称は文革（ぶんかく）。「造反有理」（謀反には道理がある）を叫ぶ紅衛兵に始まり、中国共産党指導層の相次ぐ失脚、毛沢東絶対化という一連の流れによって、中国社会は激しく荒れ乱れ、現代中国の政治・社会に大きな禍根を残して挫折した。
名目は「封建的文化、資本主義文化を批判し、新しく社会主義文化を創生しよう」という文化の改革運動だったが、実際は大躍進政策の失敗のために国家主席の地位を劉少奇党副主席に譲った毛沢東共産党主席が自身の復権を画策し、紅衛兵と呼ばれた学生運動や大衆を扇動して政敵を攻撃させ、失脚に追い込むための官製暴動であり、中国共産党内部での権力闘争だった。
文化大革命での推定死者数は間接も含めると、合計約2000万人に及ぶ。文化大革命の最中には、北京の「赤い八月」(教職に対する大規模虐殺・略奪)、広西虐殺（カニバリズム）と内モンゴル人民革命党粛清事件といった大量虐殺と共食いも発生した。

## 概要
当時の中華人民共和国の経済は大躍進による混乱ののち、党中央委員会副主席兼国家主席に就任して実権を握った（「実権派」と呼ばれる）劉少奇や鄧小平共産党総書記が、市場経済を部分的に導入し（このため、実権派はまた「走資派」とも呼ばれた）回復しつつあったが、同時に官僚の腐敗や特権化も目立ってきていた。このような負の面に目をつけた毛沢東はこの政策を、社会主義を資本主義的に修正するものとして批判していた。「中国革命は、（劉や鄧のような）走資派の修正主義によって失敗の危機にある。修正主義者を批判・打倒せよ」というのが毛沢東の主張であった。そのころ、毛沢東を支持する学生運動グループがつくられ、清華大学附属中学（日本の高校に相当）で回族（イスラム教を信仰する中国の少数民族）の張承志によって紅衛兵と命名された。
毛沢東の腹心の林彪共産党副主席は指示を受け、紅衛兵に「反革命勢力」の批判や打倒を扇動した。実権派や、その支持者と見なされた中国共産党の幹部、知識人、旧地主の子孫など、反革命分子と定義された層はすべて熱狂した紅衛兵の攻撃と迫害の対象となり、組織的・暴力的な吊るし上げが中国全土で横行した。劉や鄧が失脚したほか、過酷な糾弾や迫害によって多数の死者や自殺者が続出し、また紅衛兵も派閥に分れて抗争を展開した。さらに旧文化であるとして文化浄化の対象となった貴重な文化財が甚大な被害を受けた。
紅衛兵の暴走は毛沢東にすら制御不能となり、毛は1968年に上山下郷運動（下放）を主唱し、都市の紅衛兵を地方農村に送りこむことで収拾を図る。その後林彪は毛と対立し、1971年9月毛沢東暗殺計画が発覚したとされる事件が起き、飛行機で国外逃亡を試みて事故死する（林彪事件）。林彪の死後も「四人組」を中心として文革は継続したが、1976年に毛沢東が死去、直後に四人組が失脚して、文革は終息した。
犠牲者数については、中国共産党第11期中央委員会第3回全体会議（第十一屆三中全会）において「文革時の死者40万人、被害者1億人」と推計されている。しかし、文革時の死者数の公式な推計は中国共産党当局の公式資料には存在せず、内外の研究者による調査でも40万人から2000万人以上と諸説ある。大革命によって、1億人近くが何らかの損害を被り、国内の大混乱と経済の深刻な停滞をもたらした。一方で毛沢東は大躍進政策における自らの失策を埋め合わせ、その絶対的権力基盤を固め、革命的でカリスマティックな存在を内外に示した。より市場化した社会へと向かおうとする党の指針を、原点の退行的な「農本的主義」へと押しもどし、ブルジョワの殲滅を試みた。また大学と大学院によるエリート教育を完全否定し、大学入試（高考）を廃止したため、西側諸国の文化的成熟度から後退し長期にわたる劣勢を強いられることになった。
文化大革命終結後の1978年、中国の新しい最重要指導者となった鄧小平は、文革に関連する毛沢東主義の政策を徐々に解体した。また鄧は、文化大革命によって疲労した中国経済を立て直すために、改革開放を開始することによって市場経済体制への移行を試みた。1981年、中国共産党は文化大革命が「中華人民共和国の創設以来、最も厳しい後退であり、党、国家、そして国民が被った最も重い損失を負う責任がある」と宣言した。

## 展開
文化大革命は大きく3段階に分けられる。第1段階は1966年5月16日の「五一六通知」伝達から1969年の第9回党大会で林彪が文化大革命を宣言するまで。第2段階は1973年8月の第10回党大会における林彪事件の総括まで。第3段階は毛沢東の死の直後、即ち1976年10月6日の四人組逮捕までである。
期間については、林彪・四人組ら文革派は1969年の文革呼号の成功までが文化大革命であり、その後は文革路線を維持する継続革命段階に入ったとしているが、一般には周恩来を標的として1976年まで続いた批林批孔運動の時期も含める。

### 発端
中華人民共和国での思想統制は1949年の建国前後にすでに始まっていたが、1960年代前半の中ソ論争により中華人民共和国国内で修正主義批判が盛んになったため、独自路線としての毛沢東思想がさらに強調されるようになっていった。
1965年11月10日、姚文元は上海の新聞『文匯報』に「新編歴史劇『海瑞罷官』を評す」を発表し、京劇『海瑞罷官』に描かれた海瑞による冤罪救済は反革命分子らの名誉回復を、悪徳官僚に没収された土地の民衆への返還は農業集団化・人民公社否定を意図するものと批判して、文壇における文革の端緒となった。毛沢東はまもなく、本来は無関係だった彭徳懐解任と海瑞の罷免を強引に結びつけ、『海瑞罷官』は彭徳懐解任を暗に批判した劇という印象が急速に形成された。
1966年5月16日に党中央政治局拡大会議は「中国共産党中央委員会通知」（五・一六通知）を通過した。この通知は『海瑞罷官』を擁護したとみなされた彭真らを批判し、新たに陳伯達・康生・江青・張春橋からなる新しい文化革命小組を作るものであったが、同時に中央や地方の代表者は資産階級を代表する人物であるとして、これらを攻撃することを指示した。同月、北京大学構内に北京大学哲学科講師で党哲学科総支部書記の聶元梓以下10人を筆者とする党北京大学委員会の指導部を批判する内容の壁新聞（大字報）が掲示され、次第に文化大革命が始まった。
1966年6月1日に『人民日報』は「横掃一切牛鬼蛇神」（一切の牛鬼蛇神を撲滅せよ）という社説を発表した。この社説の中で「人民を毒する旧思想・旧文化・旧風俗・旧習慣を徹底的に除かねばならない」（これを「破四旧」と呼ぶ）と主張した。この社説を反映して、各地に「牛棚」（牛小屋）と呼ばれる私刑施設が作られた。
1966年8月の第8期11中全会での「中国共産党中央委員会のプロレタリア文化大革命についての決定」（16か条）で文化大革命の定義が正式に明らかにされた。
文化大革命について最もはっきり述べているのは1969年4月の第9回党大会における林彪の政治報告である。その報告には、
党内の資本主義の道を歩む実権派は中央でブルジョワ司令部をつくり、修正主義の政治路線と組織路線とを持ち、各省市自治区および中央の各部門に代理人を抱えている。（中略）実権派の奪い取っている権力を奪い返すには文化大革命を実行して公然と、全面的に、下から上へ、広範な大衆を立ち上がらせ上述の暗黒面を暴き出すよりほかない。これは実質的にはひとつの階級がもうひとつの階級を覆す政治大革命であり、今後とも何度も行われねばならない
と書かれており、林彪は文化大革命を、国内の反動的勢力に対する新たな階級闘争としてとらえていたことがわかる。なお、前半部分は1965年に周恩来が政治報告で意見した内容と同一であり、当時の毛沢東の認識と一致している。
毛沢東は大衆の間で絶大な支持を受け続けていたが、1950年代の人民公社政策や大躍進政策の失敗によって1960年代には指導部での実権を失っていた。文化大革命とは、毛沢東の権威を利用した林彪による権力闘争の色合いが強いが、実権派に対して毛沢東自身が仕掛けた奪権闘争という側面もある。
特に江青をはじめとする四人組は毛沢東の腹心とも言うべき存在であり、四人組は実は毛沢東を含めた「五人組」であったとする見方もある。
毛沢東はのちに「実権派は立ち去らねばならないと決意したのはいつか」とのアメリカ人ジャーナリストのエドガー・スノーの問いに対し、「1965年12月であった」と答えている。

### 国家主席打倒

毛沢東共産党主席 (右) と中国国家主席劉少奇 (左) は対立にあった（写真は1965年7月撮影）

1966年8月5日、毛沢東は「司令部を砲撃せよ」と題した大字報（壁新聞）を発表し、公式に紅衛兵に対し、党指導部の実権派と目された鄧小平や劉少奇国家主席らに対する攻撃を指示する。また紅衛兵による官僚や党幹部への攻撃が「造反有理（上への造反には、道理がある）」のスローガンで、正当化された。
劉や鄧などの支持者、彭徳懐元帥・賀竜元帥らの反林彪派の軍長老に対しては、紅衛兵らによって過酷な糾弾や中傷が行われた。「批闘大会」と呼ばれる吊し上げが連日のように開催され、実権派や反革命分子とされた人々は会場で壇上に引き出され、三角帽子をかぶらされ、殴打され、自己批判が強要された。
連日の吊し上げや暴行に憔悴した著名な文化人の老舎、傅雷、翦伯賛、儲安平などは自ら命を断った。また、劉少奇や彭徳懐をはじめとする多くの共産党要人が、迫害の末に健康を害し、軟禁されてまともな治療も受けられないまま「病死」していった。

### 革命委員会
実権派（走資派）らを打倒するために文革派（造反派）らによって全国各地に「革命委員会」が成立した。これにより地方の省、自治区、市などの地方機関や地方の党機関から革命委員会に権力が移譲されていったが、上海市や武漢市など一部の地方では実権派と文革派との間で奪権闘争と呼ばれる衝突事件も発生した。

### 紅衛兵の結成

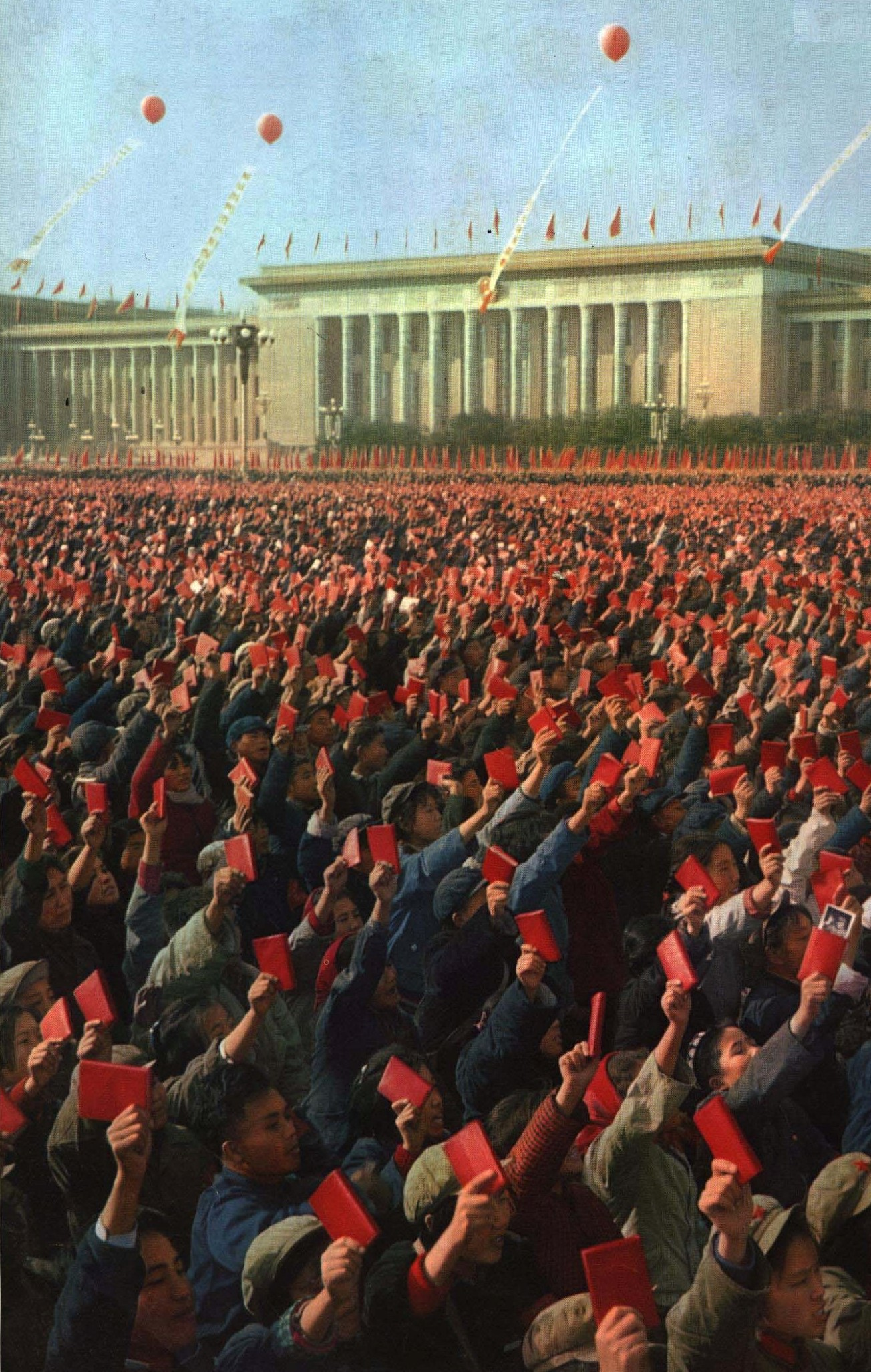
天安門広場で毛主席語録を掲げる紅衛兵（1967年）

原理主義的な毛沢東思想を信奉する張承志ら学生たちによって1966年5月以降紅衛兵と呼ばれる団体が結成され、特に無知な10代の少年少女が続々と加入して拡大を続けた。
しかし、次第に毛沢東思想を狂信的に掲げて暴走した彼らは、派閥に分かれ反革命とのレッテルを互いに貼り武闘を繰り広げ、共産党内の文革派にも統制できなくなり、紅衛兵は中南海、紫禁城、核開発関連の軍事施設への侵入を試み、毛沢東の護衛を担当する8341部隊はこれを撃退していた。1967年2月までには中国政府は人民解放軍を投入して紅衛兵を排除することを決定し、同年9月5日に毛沢東は中国共産党中央軍事委員会主席として中国に秩序を回復させることを人民解放軍に命じ、人民解放軍と紅衛兵の武力衝突が起き、広西チワン族自治区では人民解放軍が紅衛兵を大量に処刑した。
1968年には、青少年たちは農村から学ぶ必要があるとして大規模な徴農と地方移送である上山下郷運動（一般的には下放と呼ばれる）が開始された。多くの青少年は過酷な環境に適応できなかったために死んでいった。
紅衛兵運動から下放収束までの間、中華人民共和国の高等教育は機能を停止し、この世代は教育上および倫理上大きな悪影響を受け、これらの青少年が国家を牽引していく年齢になった現在も、中華人民共和国に大きな悪影響を及ぼしていると言われる。

### 殺戮と弾圧
文化大革命中、各地で大量の殺戮や内乱が行われ、その推定死者数は数百万人から2000万人以上ともいわれている。またマルクス主義に基づいて宗教が徹底的に否定され、教会や寺院・宗教的な文化財が破壊された。特にチベットではその影響が大きく、仏像が溶かされたり僧侶が投獄・殺害されたりした。
内モンゴル自治区においても権力闘争に起因し多くの幹部・一般人を弾圧、死に追いやった内モンゴル人民党事件が起こり、モンゴル人ジェノサイドが発生しほか、旧貴族階級などの指導階級を徹底的に殺戮した。新疆でもウイグル人による抗議活動が完膚なきまでに弾圧された。

毛自身の著書「毛主席語録」は30カ国以上に翻訳される大ベストセラーとなり、世界に農本思想的な「毛沢東思想」を強く印象づけ、各国の左翼、新左翼に影響を与え、フランスの五月革命などの政治・社会運動、対抗文化にも大きな影響を与えた。語録の
革命は、客を招いてごちそうすることでもなければ、文章を練ったり、絵を描いたり、刺繍をしたりすることでもない。そんなにお上品で、おっとりした、みやびやかな、そんなにおだやかで、おとなしく、うやうやしく、つつましく、ひかえ目のものではない。革命は暴動であり、一つの階級が他の階級を打ち倒す激烈な行動である。
という言葉がスローガンとなって、多くの人々が暴力に走った。

### 五七幹部学校
1968年10月に『人民日報』社説が黒龍江省の「五七幹部学校」をほめる社説を載せてから、各地に下放のための施設である五七幹部学校が作られた。「五七幹部学校」の名前は、1966年5月7日に毛沢東が林彪あてに書いた手紙（「五七指示」と呼ばれる）にちなむ。従来「牛棚」に送られていた幹部は、1960年代末から1970年代はじめにかけて、家族と分かれて地方の五七幹部学校に送られ、そこで農作業などの労働をさせられた。

### 国家主席の廃止論争

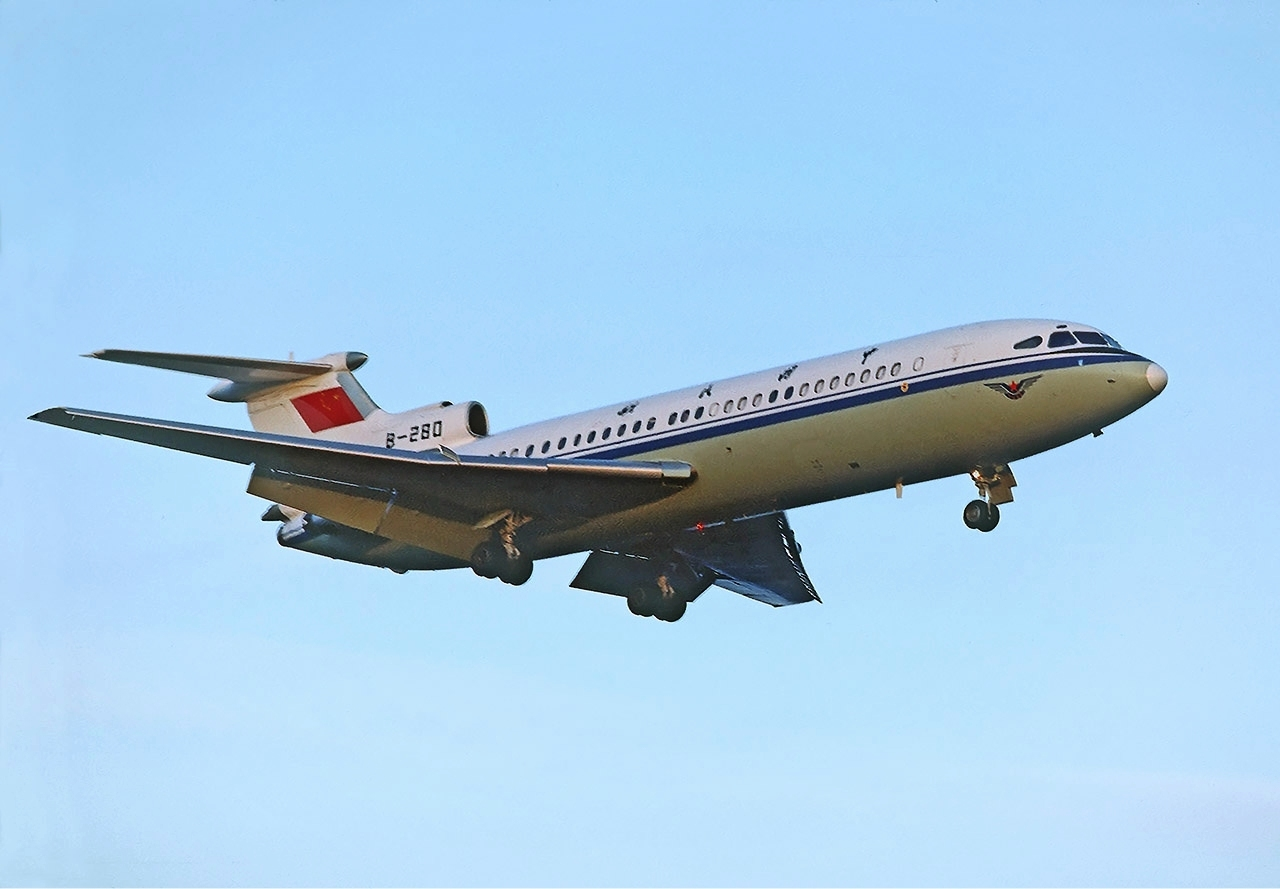
ホーカー・シドレー トライデント1E型機（中国民航の同型機）

林彪は1966年の第8期11中全会において党内序列第2位に昇格し、単独の副主席となった。さらに1969年の第9回党大会で、毛沢東の後継者として公式に認定された。しかし、劉少奇の失脚によって空席となっていた国家主席の廃止案を毛沢東が表明すると、林はそれに同意せず、野心を疑われることになる。
1970年頃から林彪とその一派は、毛沢東の国家主席就任や毛沢東天才論を主張して毛沢東を持ち上げたが、毛沢東に批判されることになる。さらに林彪らの動きを警戒した毛沢東がその粛清に乗り出したことから、息子で空軍作戦部副部長だった林立果が中心となって権力掌握準備を進めた。

### 林彪事件
1971年9月、南方を視察中の毛沢東が林彪らを「極右」であると批判、これを機に林彪とその一派が毛沢東暗殺を企てるが失敗し（娘が密告との説）逃亡した。9月13日、中国人民解放軍のイギリス製ホーカー・シドレー トライデント旅客機でソビエトへ逃亡中、モンゴルのヘンティー県イデルメグ村付近で墜落し林彪を含む搭乗者が全員死亡した。操縦ミス、燃料切れまたは逃亡を阻止しようとした側近同士の乱闘および発砲による墜落、もしくは人民解放軍の地対空ミサイルによる撃墜などの説がある。
なお、逃亡の報を受け毛沢東は「雨は降るものだし、娘は嫁に行くものだ、好きにさせれば良い」と言い、特に撃墜の指令は出さなかったといわれる。死後1973年に党籍剥奪された。

## 1970年代
1970年代に入ると、内戦状態にともなう経済活動の停滞によって、国内の疲弊はピークに達し、それに合わせるかのように、騒乱は次第に沈静化して行った。
そのような中で、中ソ対立によりソビエト社会主義共和国連邦との関係が悪化したままの中華人民共和国と、ベトナム戦争の早期終結を目的に、ベトナム民主共和国を牽制しようと目論んだアメリカ合衆国が秘密裏に接近し、それを機にアメリカ合衆国を始めとする西側諸国の関係改善が進んだ。その結果、1971年には、従来中華民国の中国国民党政府が保有していた国際連合における「中国の代表権」が、アジア・アフリカ諸国を中心にイギリスやフランス、イタリアといった一部の西側諸国の支持すら受けて、中華人民共和国に移った（アルバニア決議）。
翌1972年には、アメリカ合衆国のリチャード・ニクソン大統領が訪中し毛沢東と会談を行ったほか、日本の田中角栄首相も中華人民共和国を訪問、第二次世界大戦以来の戦争状態に終止符が打たれて、日本との間で国交が樹立されるなど、文革中の鎖国とも言えるような状況も次第に緩和されていった。

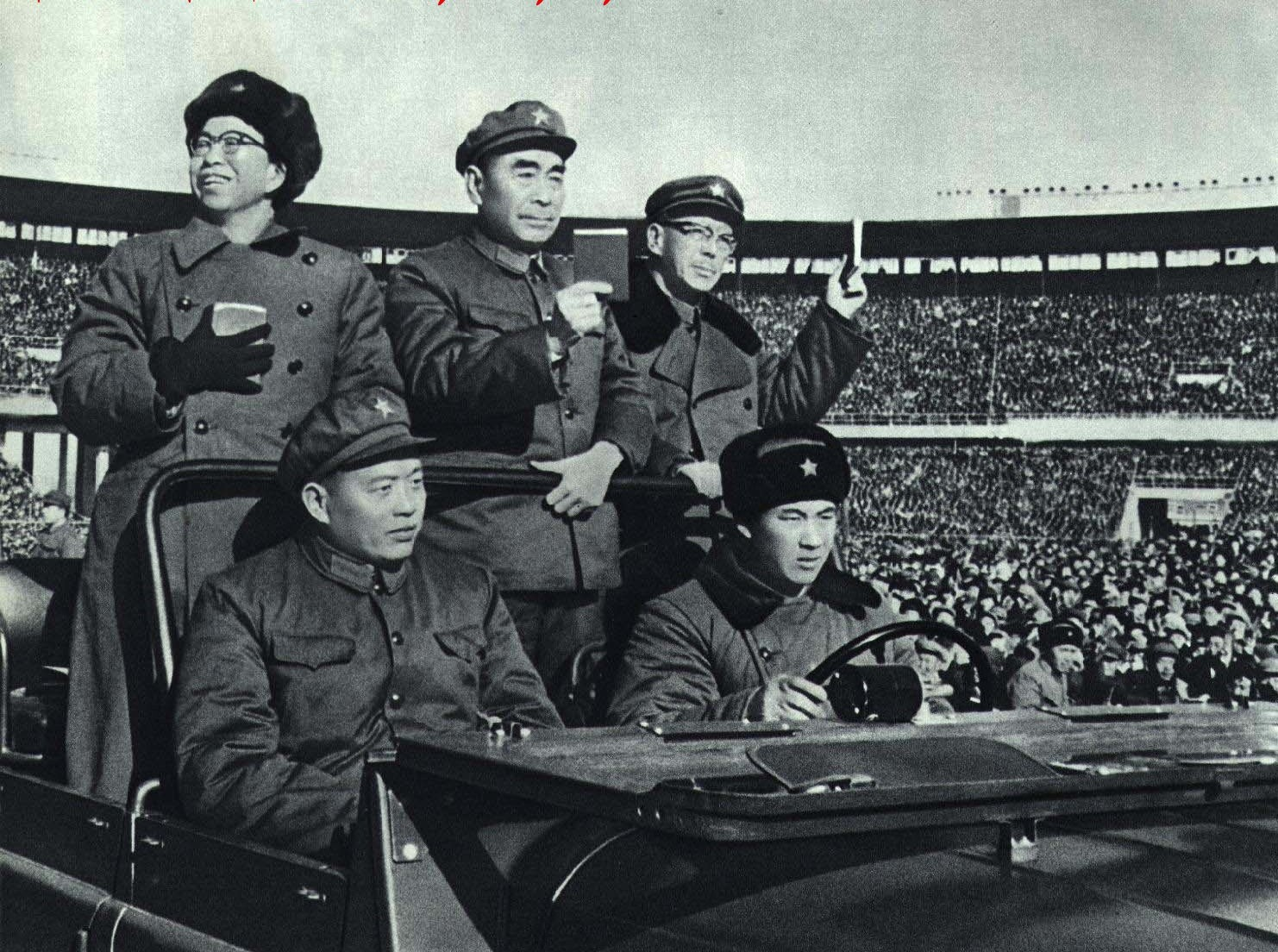
文革時の康生 (右上)、江青（左上） 、 周恩来

林彪の死後、周恩来の実権が強くなり、また1973年には鄧小平が復活した。五七幹部学校に追いやられていた知識人はその多くが都市に戻ってきた。しかし、文化大革命はその後も継続され、周恩来らと四人組の間で激しい権力闘争が行われた。

### 批林批孔運動

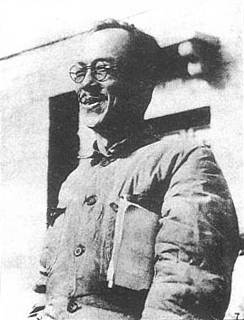
数十年にわたって毛沢東のために「汚れ仕事」を務めたとされ、文化大革命の重要人物の一人で、批林批孔運動を繰り広げた康生

マルクス主義的無神論を掲げる中華人民共和国は、「儒教は革命に対する反動である」として儒教を弾圧の対象とした。特に1973年8月から1976年まで「批林批孔運動」を行い、林彪と孔子及び儒教を否定し、徹底的に罵倒した。
多くの学者は海外に逃れ、中国に留まった熊十力は激しい迫害を受け自殺したといわれる。儒教思想が、社会主義共和制の根幹を成すマルクス主義とは相容れない存在と捉えられていたためとされる。中国の思想のうち、「法家を善とし儒家を悪とし、孔子は極悪非道の人間とされ、その教えは封建的とされ、林彪はそれを復活しようとした人間である」としたのである。こうした「儒法闘争」と呼ばれる歴史観に基づいて中国の歴史人物の再評価も行われ、以下のように善悪を分けた（以下には竹内実『現代中国における古典の再評価とその流れ』により主要人物を挙げる）。
善人
少正卯、呉起、商鞅、韓非、荀況、李斯、秦の始皇帝、前漢の高祖・文帝・景帝、曹操、諸葛亮、武則天、王安石、李贄（李卓吾）、毛沢東ら。
悪人
孔子、孟子、司馬光、朱熹ら。

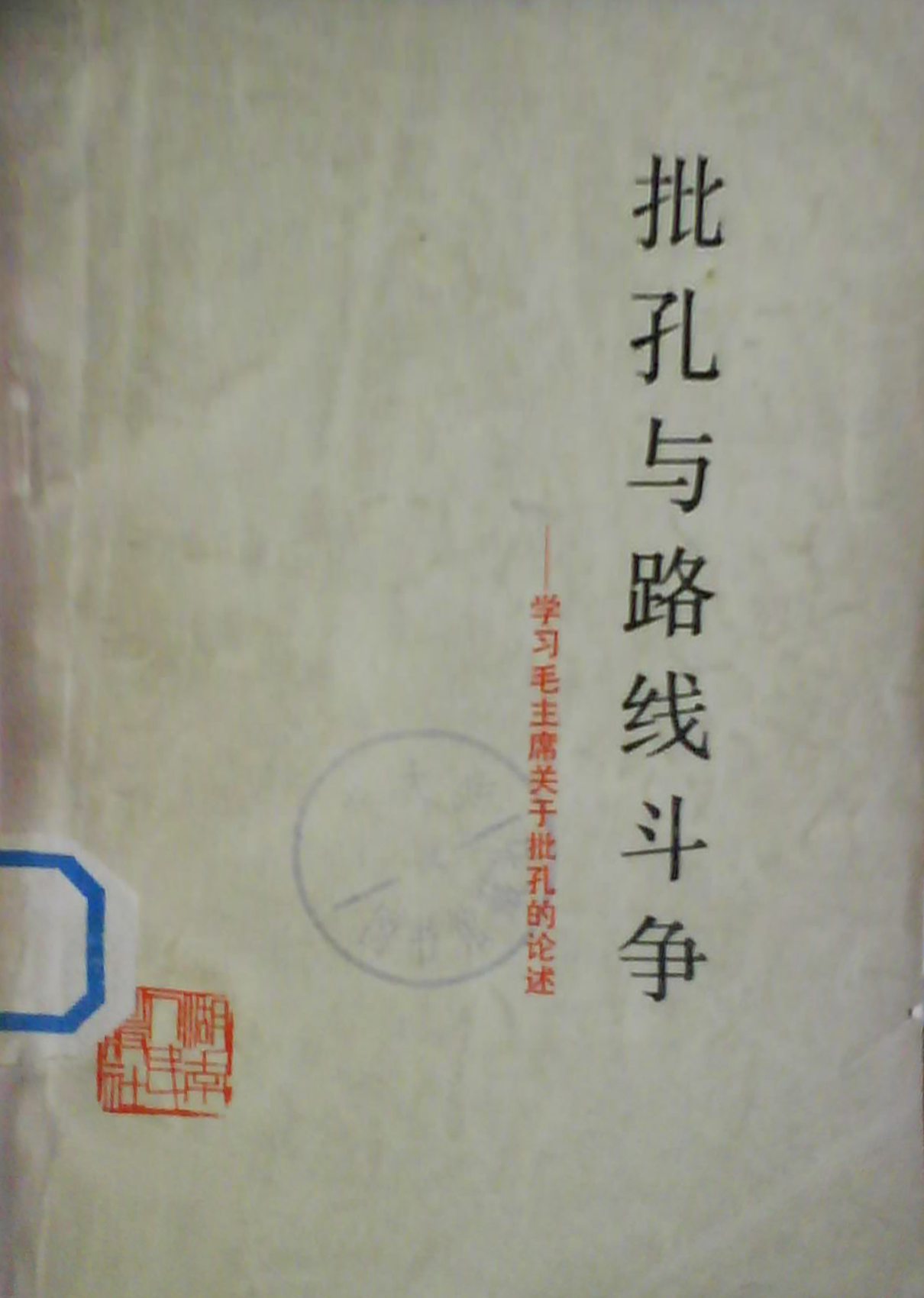
ブックレット『批孔と路線闘争』

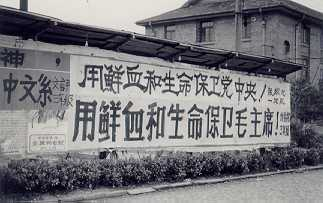
上海の復旦大学構内で、紅衛兵によって大書されたスローガン。「血と命を用いて党中央を守ろう！血と命を用いて毛主席を守ろう！」と書いてある。（1976年）

この運動は、後に判明したところによれば、孔子になぞらえて周恩来を引きずり下ろそうとする四人組側のもくろみで行われたものであり、学者も多数孔子批判を行ったが、主張の学問的価値は乏しく、日本の学界では否定的な意見が強く、同調したのはわずかな学者にとどまった。武則天が善人の中に入っているのは江青が自らを武則天になぞらえ、女帝として毛沢東の後継者たらんとしていたからだといわれる。なお、毛沢東は三国志を愛読し、曹操をとりわけ好んだといわれるが、曹操は三国時代当時に官僚化していた儒者および儒教を痛烈に批判している。王安石や李贄が善人側に入っているのは、儒者でありながら、儒教に対して改革的または批判的に臨んだ為である。
作家司馬遼太郎は、文革期を現地で見聞きした数少ない作家であった。
幼少の頃に文化大革命に遭遇し、後に日本に帰化した石平は、「古典の論語すら隠れて教えなければならなくなった」と批判。

### 水滸伝批判
1975年、民衆に根強い人気のあった水滸伝について、当初の首領である晁蓋を毛沢東は自らと重ね合わせ、晁蓋が途中で死亡し、後を継いだ宋江が朝廷に投降したストーリーを批判した。さらに、四人組は鄧小平を宋江に比定し、「水滸伝批判」を鄧小平攻撃に用いた。

### 終結
1976年には、文革派と実権派のあいだにあって両者を調停してきた周恩来が同年1月8日に死去した。周恩来を追悼する花輪が撤去されたことから四五天安門事件が発生し、鄧小平が再び失脚した。
同年9月9日に毛沢東が死去した。新しく首相となった華国鋒は、葉剣英、李先念、汪東興等の後押しを受け同年10月6日、四人組を逮捕した。
翌1977年7月、失脚していた鄧小平が復活し、同年8月、中国共産党は第11回大会で、四人組粉砕をもって文化大革命は勝利のうちに終結した、と宣言した（ただし、左派勢力に配慮し「第一次文化大革命」と表現し、「第二次文化大革命」が将来ありうるような表現とした）。なお、中共中央党史研究室著『中国共産党歴史』など中国の公式刊行物は、1976年10月6日の四人組の逮捕をもって文革終結としている（一部には、終結が公式に宣言された1977年8月を文革終結とする見解もある）。以後、鄧小平、李先念ら旧実権派の革命第一世代指導者たちが政権を掌握する。彼らは八大元老と呼ばれ、改革開放路線へと舵を切ることとなる。
1981年1月23日には、最高人民法院特別法廷（いわゆる林彪・四人組裁判）で、四人組と林彪グループに対し、執行猶予付きの死刑から懲役刑の判決が下された。

### 名誉回復
1978年以降、文化大革命中に反革命で有罪とされた人々に対する名誉回復（平反）の審査が行われた。名誉回復は文化大革命以前の反右派闘争にもさかのぼって行われ、長い年月を必要とした。1989年までに300万人もの名誉回復が行われたという。

## 革命の輸出路線
ソ連等、国交がある国の多くと関係断絶、外交使節団交換など交流があった国はアルバニアなど数カ国に過ぎず、10年以上の実質的な鎖国状態を招いたため、中華人民共和国の文化や経済の近代化は大きく遅れた。
このような中で、紅衛兵が長年の盟友北朝鮮の金日成主席を「修正主義者」と批判し、中朝関係が冷え込んだことがあった（なお、北朝鮮も焚書、三大革命赤旗獲得運動など文革と同様の行為を多く行っている）。また、ポル・ポト派（クメール・ルージュ）の支配下で、（時期的には中国の内政では文革の終結時期以降にも及ぶが）自国民虐殺を行った当時のカンボジア（民主カンボジア）は、文革中から中国の親密な友好勢力であった。
エンヴェル・ホッジャ統治下のアルバニア社会主義人民共和国は中ソ対立以降、ワルシャワ条約機構を脱退し中華人民共和国へ接近。アルバニア軍には59式戦車やJ-6戦闘機など中国製の兵器が大量に配備され、また文化大革命に影響されて国内における宗教活動を全て否定する国家無神論を実施した。1971年には国連においてアルバニア決議を共同提案し、中華民国（台湾）を国連とその関連機関から追放する代わりに中国を加盟させるなど、両者は蜜月関係を築いた。しかし、翌1972年の反共的なニクソン大統領の訪中による米中接近から批判を強め、1976年にホッジャは毛沢東の葬儀に出席するも、中華人民共和国がフランコ体制下のスペインやチリのアウグスト・ピノチェトなど反共右派独裁政権とも次々に国交を樹立したことことに対して、3つの世界論を利用して「第三世界の超大国」になることを目論んでるとホッジャは批判的になり、文化大革命終結後に実権を掌握した鄧小平はアルバニアへの援助を打ち切り、両国間の関係は一気に冷却化した（中ア対立）。その後、アルバニアは「世界唯一のマルクス・レーニン主義国家」であると宣言し、1978年より完全な鎖国体制に突入した。一方でホッジャの思想に影響されたホッジャ主義が生まれ、主に第三世界の左派で毛沢東思想とホッジャ主義は互いに国際共産主義運動の主導権を握るべく、しのぎを削ることになった。
ミャンマーでは、土着のビルマ共産党が1950年代からミャンマー軍との内戦を繰り広げていたが、ミャンマーの華人社会での文革礼賛に対するミャンマー政府の取り締まりや反中国デモをきっかけとして、中華人民共和国はビルマ共産党に対する直接的な軍事支援を開始している。この軍事支援は規模が大きなものであり、物資・資金ばかりでなく、軍事顧問や多数の紅衛兵をミャンマーに派遣している。ほぼ同じ時期にビルマ共産党内では権力闘争が頻発し、古参のビルマ族出身の指導者が追放されたり暗殺されたりして、同共産党に対する中華人民共和国の指導力が強まった。それまでビルマ共産党は平野部でのゲリラ戦を展開していたのに対し、中国の介入後はシャン州・ワ州など中国に接する山岳地域に拠点を移している。これらは、結果的に長引く内戦で劣勢に甘んじていたビルマ共産党を一時的ながら復調させ、逆にミャンマー政府は、孤立主義の傾向が強いビルマ式社会主義体制にあって諸外国から有効な援助が引き出せず、苦戦を強いられる事となった。
1965年9月30日に勃発したインドネシア共産党のクーデターである9月30日事件は文革以前に勃発したため、革命の直接的な輸出ではないが、毛沢東の武装闘争・農村が都市を包囲する・人民戦争理論という毛沢東思想の影響がみられ、また、中国共産党が事件に関与していると事件直後からインドネシア当局から指摘されており、CIAは関与を示唆している。勿論中国当局は関与を否定しており、中国の公文書が公開されていないことから、現在のところ物証は存在しないが、スカルノの特使である鄒梓模は事件前に周恩来から緊急援助と武器の引き渡しがあったことを証言している。毛沢東は周辺の東南アジア諸国の友党である各国共産党に武装蜂起による革命を積極的に推奨し、それらが9月30日事件の背後にあったことは事実であり、中ソ対立の激化とベトナム戦争の本格化を受けた毛沢東は、9月30日事件の失敗により、革命の輸出という夢想を過激化させた。9月30日事件は、インドネシア国内にいる350万人にのぼる華僑・華人が経済を支配し、イデオロギーでも中国に傾斜するなど共産主義勢力の伸張に危機感を覚えたインドネシア陸軍が反転攻勢したが、このクーデターにおいて100万人以上の華僑・華人が虐殺され、それらのすべては毛沢東が妄想する世界革命の凄惨な結末であった。毛沢東は、9月30日事件失敗後の1965年11月24日に上海で以下の発言を行った。
ペルーのセンデロ・ルミノソは1990年代半ばまで中国共産党の「農村から都市を包囲する路線」を実践、フランスとイギリスの学生運動やニュー・レフト運動は北京とも連動し合っていた。フランスやアメリカでは、スターリンの独裁体制に対するオルタナティブな存在として中国の魅力が喧伝され、中国はアフリカ系アメリカ人公民権運動指導者を北京に招待し、アメリカの国内状況を「植民地的」と批判、アフリカ系アメリカ人公民権運動に連帯を表明したが、アフリカ系アメリカ人はアメリカの中での「植民地的」状況にあり、その国内の植民地からの解放という論理であった。
これについて楊海英は「自らのチベット侵攻と新疆や内モンゴルでの植民地的支配を無視して、他者、即ち米国の人種問題を『植民地的』と定義し、ソ連と東欧諸国やモンゴル人民共和国との相互関係を『社会帝国主義の植民地』だと貶し」、中国は国内問題を棚上げして、国際問題で正義派を演じてきたと指摘している。フランスでは高等師範学校で、ルイ・アルチュセールの教えに賛同した学生たちが、毛沢東の人民主義的な要素を取り込み、工場で働きながら抵抗運動をしたり、弾圧を受けて収監された時に監獄の状況を調査したりする等の運動を進め、アメリカではカリフォルニア州のチャイナタウンで、中国系の若者たちが紅衛兵さながらの運動（紅衛党）を展開した。
イスラム革命後のイランやイスラム教社会主義を掲げるリビアでは、中国の文革に影響を受けたイラン文化革命とリビア文化革命が行われ、非イスラム的な伝統文化や西洋的な教育が破壊されて経済などの停滞も招いた。

### 日本への文革の輸出
中国共産党と日本共産党との関係にも亀裂が生じた。毛沢東は「日本共産党も修正主義打倒を正面から掲げろ」「日本でも文化大革命をやれ」と革命の輸出路線に基づく意見を述べた（無論「意見を述べた」だけに止まらず、この毛沢東の号令を合図に中国共産党と中国政府機関を動員した対日干渉が始まった。日中貿易、北京放送、「日本の真の共産主義者」への国家機関からの財政援助など）。
日本共産党は内政干渉として関係を断絶、激しい論争となった。その一方、日本共産党内から日本共産党路線（宮本路線・日修宮本一派）に反対し、文革を賛美し、日本での文革引き写しの暴力革命持ち込みを掲げた分派が生まれ、発覚と同時に党から除名された。その最初のものが、山口県委員会から移行した左派の日本共産党である（“県委員”機関クラスの知己仲間内のことであり、同県の党組織は即座に再建されている）。
ほかにも当時の日本において毛沢東思想が新左翼の一部で流行していた。山岳ベース事件やあさま山荘事件を起こした連合赤軍も武装蜂起、軍による遊撃戦争、農村による都市の包囲を謳い、「軍」による武装闘争を掲げた京浜安保共闘（日本共産党革命左派）の革命軍と世界革命を主張する共産同赤軍派の中央軍が合体した集団であり、指導部の一人（序列2位）であった永田洋子は遊撃戦の革命根拠地を求めて妙義山にアジトをつくり、委員長の森恒夫は「銃口から政権が生まれる」さながらに「銃による殲滅戦」を掲げ、拠点になる秘密基地を作るための関東の山岳地帯への移動を、毛沢東にならって「長征」と称すほどであった。
日本共産党は中国共産党側の対日内政干渉態度への自己反省がないことから関係断絶していたが、その後1998年に、「誤りを誠実に認めた中国共産党側の態度」によって日中共産党は32年ぶりに関係を修復している。
日本共産党と疎遠となったことで、日本の左派における影響力を保持したかった中国共産党はこれ以降必然的に日本社会党（佐々木派・社研）との関係を強化していくことになる（親中派以外の新左翼は元来ソ連や中国などの既存の社会主義体制に批判的であったため）。
文革中は中国の外文出版社発行の日本語雑誌である『人民中国』、『北京周報』、『中国画報』や『毛選（毛沢東選集）』などの出版物や北京放送などの国際放送で文革を礼賛する対日世論工作の宣伝がなされ、それらの購読者・聴衆者や日中友好協会の活動を通じて、安保阻止運動や米軍基地反対闘争などの社会運動に影響を及ぼし、また学生運動の武闘化傾向を助長し、新左翼運動の理論的根拠となった。

## 文革の評価

### 日本における評価
文化大革命が開始された当初、日本には実態がほとんど伝わっていなかったが、1966年（昭和41年）4月14日、全国人民代表大会常務委員会拡大会議の席上で、郭沫若が「今日の基準からいえば、私が以前書いたものにはいささかの価値もない。すべて焼き尽くすべきである」と、過酷なまでの自己批判をさせられたことが報じられると、川端康成、安部公房、石川淳、三島由紀夫も、連名で抗議声明を発表した。
声明において、
と述べられ、権力の言論への介入を厳しく批判した。
三島の友人の劇作家・評論家の福田恆存も『郭沫若の心中を想ふ』（文藝春秋『福田恆存全集 第6巻』に所収）でその言動を「道徳的退廃」として批判したが、郭自身が北京市で行われた文芸会議で「安全地帯にいる者のお気楽な批判だ」と反論している。
1966年に外務省の資料課長（当時）に着任した岡崎久彦によれば、「中国共産党は、ソ連共産党とちがって、革命意識に燃えた同志たちの集まりであり、ソ連型の権力闘争などありえない」と最後の頃まで信じていた外務省の中国専門家たちもついには沈黙せざるをえなくなったといい、当時の中国課長は「毛沢東は、もうわれわれが尊敬していた偉大な毛沢東じゃないんだ」と吐き捨てるように言ったという。
中国国外のメディアがほとんど閉め出される中、朝日新聞社など一部の親中派メディアは、中国国内に残る事が出来た。朝日新聞は、当時の広岡知男社長自らが顔写真つきで一面トップに「中国訪問を終えて」と題した記事を掲載したが、文化大革命の悲惨な実態は全く伝えられず、むしろ礼賛する内容であった。
その後、文化大革命の実態が明るみに出ると、これらの親中派メディアを除いて全否定的な評価が支配的となった。それまで毛沢東や文化大革命を無条件に礼賛し、論壇や学会を主導してきた安藤彦太郎、新島淳良、菊地昌典、秋岡家栄、菅沼正久、藤村俊郎、西園寺公一らの論者に対し、その責任を問う形で批判が集中している。批判された者はほとんどの場合沈黙を守り、文革終結後も大学教授などの社会的地位を保ち続けた。新島淳良のみ1973年という早い時期に大学を辞任しているが、これは中国から公開しない約束で提供された内部文書を帰国後に公開出版し中国から批判されたからで、文革礼賛の責任をとったのではない。
批判者としては、自由主義の立場に立って、反共産主義、反マルクス主義を唱えた中嶋嶺雄、西義之、辻村明らがおり、中国封じ込め政策にも支持を表明した。一方で、丸山昇、野沢豊らの日本共産党主流派に近いマルクス主義者も「礼賛派」がいかに事実をねじ曲げていたかを厳しく批判した。
評論家の大宅壮一は、幼い紅衛兵が支配者に利用されて暴れている様子を「ジャリタレ革命」と批判した。
加々美光行も批判者たちは自由主義と共産主義とで正反対の政治的ないし思想的立場にありながら、そこには毛沢東の政治的保身に発する権力闘争以上のものでないとして歴史的、思想的意義を認めない立場に立っている点で相似していることを指摘したうえで、「文化大革命は、実際に社会主義理念をめぐる対立に由来するものであり、それゆえ、表面的にはともかく深層においては現代中国を呪縛し続けているのであって、文化大革命が提起しながら未決着のまま残された課題は多く、今後、中国の社会主義の動向、とくに民主化をめぐってその課題は再燃するであろう」と予測している。加々美によれば、現在の中国では、文革時の出身による格差と通じる貧富の格差が極大化、汚職も横行しており、中国国民のフラストレーションが充満しており、習近平体制は汚職撲滅の為の取り締まりを強化しているが、「取り締まりの強化に呼応して、民衆の意識が過激化したらどうなるか。私は文革が絶対に再発しないと言い切る自信はない」として、文革の反省を胸に刻まなければ、と述べている。
現在も「文化大革命は世界同時革命の一環であった」として肯定的に評価する少数論者として、新左翼内の文化的過激派であった平岡正明がいる。また民主党の仙谷由人は与党として行った官僚の更迭や事業仕分けについて、「政治の文化大革命が始まった」と発言している。
谷川真一（神戸大学）は、欧米の現代中国研究は文革を契機に近代化論や全体主義モデルなどシステム論的な研究から、利益集団政治と制度論、集合行為などの理論を用いて中国問題の解明を経てパラダイムシフトを遂げたが、日本の文革研究者（或いは現代中国研究者）は、「文革に関する問い」を共有しておらず、独自の文革論を展開しているため、このような欧米の学問発展に無関心であり、その結果、学問的な理論を軽視したが故に無理論化して日本の文革研究の停滞をもたらした、と述べている。
南モンゴル出身の楊海英によると、日本のテレビ局スタッフが楊海英のもとを訪ねて来て文革の番組ができないか話し合い、文革の被害者が最も多かったのは内モンゴル自治区と広西チワン族自治区であったことなどの世界の最新の研究成果を伝えたが、そのテレビ局はこれらを採用せず、ディレクターは「中国人が嫌がるような、日中友好の障害となりそうな番組は作らないほうがいい」と社内外の意見に押された結果だと述べた。これについて楊海英は、「『嫌がる中国人』とは誰のことか。文革の被害者数については諸説あるが、死亡数は2000万人に上るという政府高官の見解が中国国民に共有されている。この膨大な数の被害者家族らは真相の解明を嫌がるどころか、期待している。だが共産党政権は彼らを抑圧して実態解明を嫌がり、その結果真相解明がなされず和解も進まない。内モンゴル自治区での文革により、モンゴル人は日本のスパイや協力者として殺害されたが、日中友好を掲げる日本人は、日中友好の妨げとなる新たな歴史認識問題に飛び火する危険性がある為、中国が満洲やモンゴルを植民地化してきたことへの言及は避けなければならなくなる。中国国民の真相解明への期待を直視することなく、習近平が嫌がる動きを自粛し、抑圧され続けている中国人が覚醒しても日本人は中国を客体化できていないから、文革が歴史にならない」と批判している。また、「過去に文革を称賛した者や日中友好を宗教のように信奉する人たちを、日本では左派や進歩的文化人と表現する。彼らは普段、人権や正義を看板として掲げている。だが文革に関する実証研究に不熱心である事実を見ると、彼らこそが歴史を反省しようとしない修正主義者だ、と指摘しておかねばならない」「日本はまさに思想やイデオロギーの面から中国を直視できない」「自縄自縛の歴史観と狭隘な文革感」と批判している。

### 後の中国共産党の対応
1981年6月に第11期6中全会で採択された「建国以来の党の若干の歴史問題についての決議（歴史決議）」では、文化大革命は「毛沢東が誤って発動し、反革命集団に利用され、党、国家や各族人民に重大な災難をもたらした内乱である」として、完全な誤りであったことが公式に確認された。
毛沢東についても、「七分功、三分過」という鄧小平の発言が党の見解だと受け止められている。一応教科書にも取り上げられるが、中華人民共和国は現在も実質上の言論統制下にあるため「林彪、四人組が共産党と毛沢東を利用した」という記述にとどまった。
1989年の六四天安門事件の際、鄧小平党中央軍事委員会主席や李鵬首相などの保守強硬派は民主化運動を文化大革命になぞらえて批判した。
2006年5月、文化大革命発動から40周年を迎えたが、中国共産党から「文化大革命に関しては取り上げないように」とマスコミに通達があったために、中華人民共和国内では一切報道されなかった。このように「文化大革命」に関しては中華人民共和国内のマスコミにとって触れてはいけない政治タブーの一つとなった。
2012年3月15日、重慶で文革時代を肯定する「唱紅」運動を展開していた薄熙来が失脚した（薄熙来事件）。これについて、それに先立つ3月14日、全人代閉幕後の記者会見の席上で温家宝首相は、薄を批判するために「文化大革命の過ちと封建的な影響は完全には払拭できていない。政治改革を成功させないと歴史的悲劇を繰り返す恐れもある」と文革を引き合いに出した。
2016年は文革50周年であり、各地で様々なシンポジウムが催されたが、中国では文革に関する研究会は開けず、6月24日から6月26日にかけてカリフォルニア大学リバーサイド校において、宋永毅（カリフォルニア大学ロサンゼルス校）主催の「中国とマオ主義者の遺産-文革50周年国際シンポジウム」が開催されたが、その席上でペリー・リンク（プリンストン大学）は、「アメリカで南北戦争のシンポジウムができないことがあるだろうか。アメリカ人がわざわざ北京に避難して開催するようなことはあり得ない」と、アメリカに傷痕を残した歴史的内戦を例に挙げて、文革に関する研究会が開けない中国の現状を批判した。
2018年9月に改訂された党中央教育部傘下の人民教育出版社が出版した中学校二年生用の歴史教科書下巻の改訂版では、文化大革命が毛沢東の「錯誤」であったという表現から「苦労と探索」という表現に書き改められ、文化大革命は「十年浩劫（十年の大災難）」から「十年の艱難辛苦の探索と建設成就」に言い換えられた。
2018年11月、文化大革命特有の「楓橋（フェンチャオ）」（村全体が反革命的と見なされた人物を公然と批判する行為）が突然、復活していたことが報じられた。ただし、今回の行為が単発的だったのか、この革命特有の文化的な流儀に対して新たな形で関心が寄せられていることを示唆しているのかは不明である。
毛沢東への権力集中が文革の悲劇をもたらした反省から、鄧小平は「個人崇拝の禁止」を中国共産党の党規約へと導入したが、2022年時点で長期政権を目指す習近平共産党総書記の下で有名無実化しており、中国人による習近平礼賛や個人崇拝の動きが加速している。

## 具体的な行為

### プロパガンダ
| 「全国山河一片紅」切手。2種類あるが、いずれも台湾の部分が白くなっている。 |  | 「全国山河一片紅」切手。2種類あるが、いずれも台湾の部分が白くなっている。 |
| 「全国山河一片紅」切手。2種類あるが、いずれも台湾の部分が白くなっている。 |  |                                                                           |

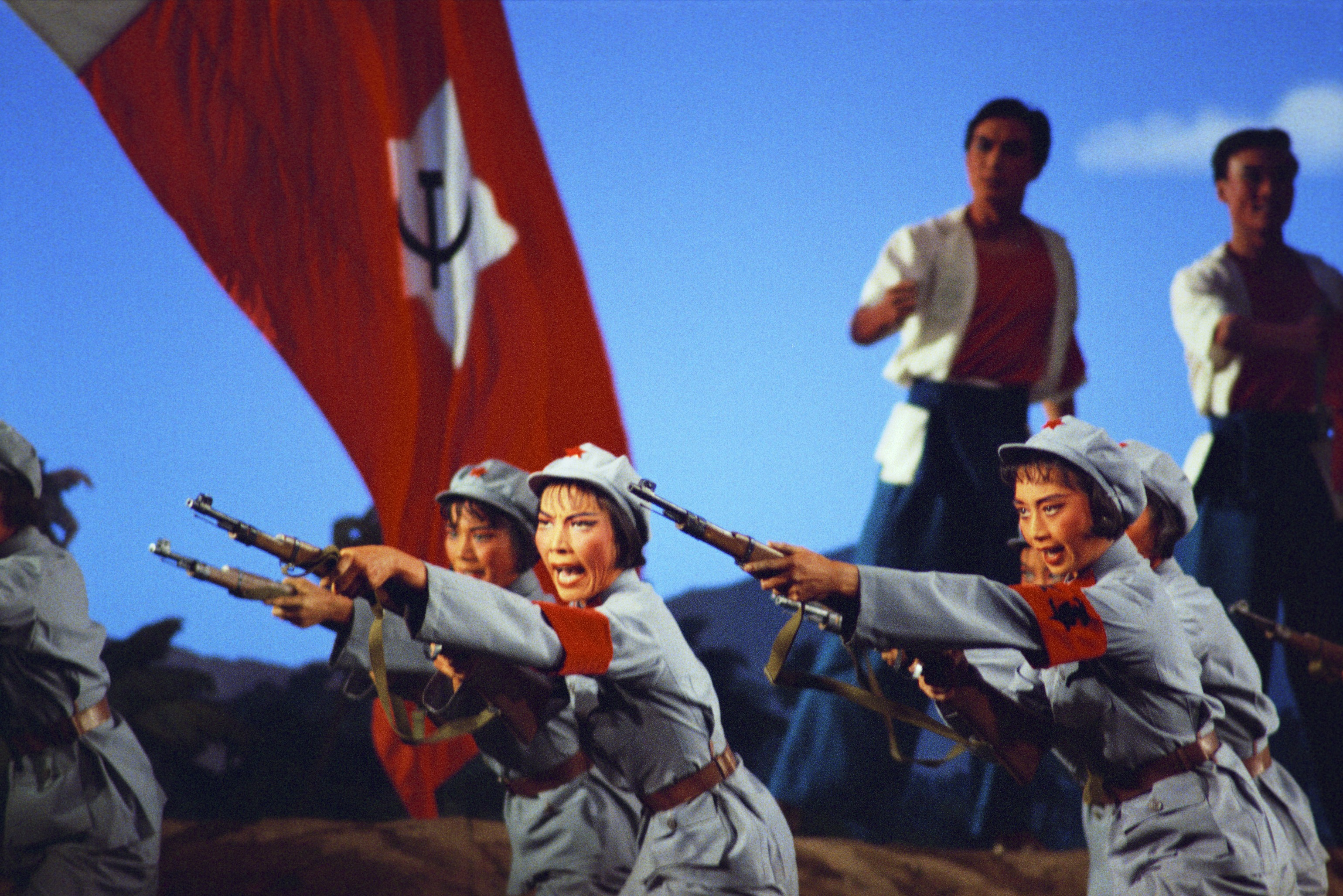
文化大革命で上演された紅色娘子軍

- 紅衛兵は、街路や病院などの名前を、勝手に「革命的」なものに変更して回った。例えば、ソ連大使館があった揚威路は「反修（反修正主義）路」、アメリカの資金で建設された協和医院（中国語版）は「反帝（反帝国主義）医院[73]」など。標識が撤去できなかったために変名を免れた道路もある。
- 文革中の中華人民共和国の切手は「文革切手[74]」と呼ばれ、毛沢東語録を中心とする「革命的」題材で埋め尽くされ、スポーツ関係の記念切手に肝心のスポーツ場面が全くなくプロパガンダに終始していたこともあった。元々発行数が少なかった上に当時切手収集が禁じられていたこと、ほとんどの国と国交を断っていた関係で外国への郵便も少なかったことから、現存数は少ないとされる。現在中華人民共和国では切手収集家が増加しており、この時代の切手は高値が付いている。なお、1968年に発行された「全国山河一片紅（全国の山河は赤一色）」という切手は赤く塗られた中国の地図が図案となっていたが、中華民国が実効支配する台湾だけが塗り漏れにより白くなっていた。郵政当局は大慌てで回収したものの、実際に発売された切手があり、2009年にはオークションで日本円で4300万円という中国切手では破格の高値で落札された[75]。
- 四川省にある麻婆豆腐の発祥の店として知られる「麻婆飯店」は封建的であるとして「麻辣飯店」と改名を強要された。また、北京ダックの「全聚徳」も「北京烤鴨店[76]」と改名された。
- 宋任窮の娘で北京師範大学女子附属中学在学中の宋彬彬は1966年8月18日の紅衛兵大集会で毛沢東に紅衛兵の腕章をつけたが、その際毛に「礼儀正しいだけではいけない（彬という字には礼儀正しいという意味もある）、武も必要だ」と指摘され、二日後の光明日報に「私は毛主席に赤い腕章をつけてさしあげた」（我給毛主席戴上了紅袖章[77]）と題する署名文章を発表し、「宋要武」と改名したことを明らかにした。人民日報など他のメディアは宋の文章を次々に転載、放送し、このことは文革開始期の風潮を象徴するエピソードとして広く伝えられた（文革終結後、宋彬彬は宋要武と改名したことは一度もなく、光明日報記者の取材は受けたが文章は自分が書いたものではないと、ドキュメント映画「八九点鐘的太陽」(Morning Sun) 中のインタビューで述べている）。
- 音楽などの芸術も迫害の対象となった[78]。中国各地の芸術学校の教員はつるし上げの対象となり、研究も完全にストップした。国内では党のプロパガンダに沿った作品しか演奏・上映できず、迫害の対象となったモダニズムなどの数多くの作品が破壊された。外国の作品も取り上げることはできなかった。

### 個人崇拝

1968年当時の「マンゴーの崇拝」のスローガン

- 1968年10月、パキスタン外相からマンゴーを贈られた毛沢東は、北京の主要工場に1個ずつ分け与えた。その一つ北京紡績工場では、工場関係者がマンゴーを祭壇に設けて毎日一礼した。マンゴーが腐りかけると果肉をゆで、その汁を従業員全員に恭しく飲ませ、その後マンゴーのレプリカを祭壇に飾った（マンゴー崇拝）。
- 毛沢東に忠誠を捧げる意味から、革命歌である「東方紅」や「毛沢東語録歌」にあわせて踊る「忠字舞」が強制され、踊らなかったら列車に乗せてもらえないことがあった。また豚の額の毛を刈りこんで「忠」の字を浮き上がらせる「忠の字豚」が飼育された。
- 紅衛兵は、毛沢東が学校の休校を命じると、自らの学校を破壊し教師たちに暴行を加えたり教科書を焼き捨てた[79]。その後学校が再開されると、教える人や教材もない有様で、中華人民共和国の発展に大きな障害となった。

### 吊るし上げ
- 「批判闘争大会」と呼ばれる吊し上げは、町の広場やスタジアムで大勢の群衆を集めて行われた。批判される者に対して「反革命分子」のプラカードと三角帽をつけさせ、「ジェット式」という椅子に立たせて上半身を折り曲げる姿勢を数時間とらせた。その間に罵詈雑言を浴びせたり、墨を頭からかけたり、頭髪を半分剃りあげるなど肉体的精神的に痛めつけた。中には長時間の暴行に及ぶこともあった。また、辱めをあたえることもあり、1967年4月、劉少奇夫人の王光美は外国訪問の際に着用した夏用の旗袍を無理やり着せられた上にピンポン玉のネックレスを首からかけさせられ、ブルジョワと非難された。
- 当時の中華人民共和国の新聞は、毛沢東語録の引用や毛沢東の写真に占領され、その新聞を焚き点けに使ったり、尻に敷いたことで吊るし上げられた者が多数いた。
- 評論家の石平は中学校時代、近所に住むゴミ拾いの貧しい老婆がある日突然「反革命分子」として政府に逮捕され、数日後にトラックに乗せられて町中の市民に見せつけるため一巡した後に処刑場で銃殺された理由が、「ゴミ捨て場から拾った毛沢東の顔写真が印刷された新聞紙で大根を包んでいたから」ということを老婆の没後に知り、衝撃を受けたと自身の著書で語っている[80]。

### 旧文化の破壊
- 紅衛兵らは旧思想・旧文化の破棄をスローガンとした。そのため、中国最古の仏教寺院である洛陽郊外の白馬寺の一部が破壊されたり、明王朝皇帝の万暦帝の墳墓（定陵、1956年 - 1957年発掘）で批判会が開かれ保存されていた万暦帝とその皇后・皇妃の亡骸がガソリンをかけられ焼却されたりした。
- 陶磁器や金魚や月餅など、古い歴史を持つ商品の生産や販売まで「旧文化」とされ、職人や関係者は帝国主義者として吊るし上げられた。芸術性よりも実用性が重視され、景徳鎮の窯や浙江省の養魚場は破壊された（一方で毛沢東などの指導者層は景徳鎮産の陶磁器を愛用した）[81]。
- 古くからのしきたりも廃止されたほか、麻雀や象棋、闘蟋（とうしつ）などの賭博を伴うゲームも禁止された。一方で処女を重視し、婚前交渉で妊娠した女性が自殺に追いこまれたり、多情な女性が軽蔑・攻撃されるなど古い倫理観は残ったと、ユン・チアンは著書で指摘している。
- 博物館の館員や美術店の店員は、文化財を破壊活動から守るために、文化財に毛沢東の肖像画や語録を貼り付けて回ったという。そうすることで、紅衛兵も破壊活動に出られなくなったという。

### 経済の混乱
- もともと貧弱だった交通網が大躍進政策でさらに破壊され、中華人民共和国大飢饉を経てもなお、食料の流通体制は未熟なままだった。また、建国以来「自力更生」をかかげていたこともあり、食料品は自給自足や地産地消が前提となった。そのため、北京をはじめとする都市部では深刻な野菜不足に陥ったが、農村部で生産された農作物を輸送する手段は無く、農村で腐敗していった。副食品である魚介類や肉類、野菜は「資本主義の尻尾」のレッテルが貼られ、流通は停止された[82]。

### 少数民族地域の文革
周縁とされた辺境地帯の文革に関する研究は世界各国で盛んとなり、「周縁の文化大革命から文化大革命のフロンティアへ」変わりつつあるのが目下の状況である。政府公文書も含む1次資料による研究成果として、文革の被害者が最も多かったのは広西チワン族自治区と内モンゴル自治区であり、広西では「階級の敵」とされた者が共産党幹部らに食される「革命的食人」が横行、内モンゴルでは中国人によるモンゴル人虐殺が発生した事実が明らかにされた。
ウイグル人とモンゴル人は、近代以降、宗主国の中国からの独立を獲得すべく日本やロシアの協力を得ようとし、両民族は中国からの独立か、ソ連邦内の自治共和国になろうとしたが、それらはヤルタ協定により葬られ、民族自決を目指したウイグル人とモンゴル人の民族主義者達は、1957年の反右派闘争と文革で全員粛清され、中国政府は文革を利用して対日歴史の清算と対ソ連との国際政治を勝ち抜くという戦略を練っていた。
南モンゴル出身の楊海英は、「私が生まれた内モンゴルや新疆ウイグル、チベットなどでの文革は『虐殺』だった。私の周囲でもどんどん罪のない人が死んでいった 」「弾圧は現在も続いており、我々にとっての文革は終わっていない」として、少数民族地域で何が起こったのかは総括されず、「新疆ウイグルでは同化政策が強まり、ウイグル語で教育を受けることを禁止され、中国語を強要」されるなど抑圧が強まり、文革は少数民族地域では民族間紛争として発生したことから「虐殺のような悲劇が再び起こらないようにしなければいけない」「過去の大虐殺を総括しない限り、現在の民族問題の解決にもつながらない」と述べている。

#### 内モンゴル自治区の文革
内モンゴルでは、文革勃発後に内モンゴル人民革命党粛清事件などのジェノサイドが発生し、モンゴル人は自治権を完全に剥奪された。当時の内モンゴルのモンゴル人の人口約150万人のうち、34万6000人が逮捕され、2万7900人が殺害され、12万人が暴力を受けて障害者にされた。文革でモンゴル人に着せられた「罪」は二つあり、「第一の罪」は、1930年代に日本が満洲国を建国し、内蒙古に蒙古聯合自治政府を樹立したのをモンゴル人が協力したという「対日協力」であり、「第二の罪」は、敗戦により日本が内蒙古から撤退した後にモンゴル人は中国に属することを望まず、モンゴル人民共和国との内外モンゴル統一を要求したことである。この二つの「罪」により、漢人入植者は「民族分裂の歴史」だと断じて34万人を逮捕し、2万7000人以上を大量虐殺した。
北京在住の作家の啓之（元北京電影学院）は、文革中の内モンゴル自治区で行われたモンゴル人大量虐殺事件を、漢民族による抑圧がモンゴル人虐殺の直接的原因だと指摘、モンゴル人と漢民族との和解が成立していないのは、真相究明が遅々として進んでいないこと、民族間紛争をもたらした漢民族に問題を解決しようとする真摯な態度が欠如し、責任を回避してきたことを挙げている。
南モンゴル出身の楊海英によると、内モンゴルでは文化大革命が勃発すると、漢人たちはモンゴル人に対し、真っ赤に焼いた鉄棒を肛門に入れる、鉄釘を頭に打ち込む、モンゴル人女性のズボンを脱がせて、縄でその陰部をノコギリのように繰り返し引く、妊娠中の女性の胎内に手を入れて、その胎児を子宮から引っ張り出すなどの凄惨な性的暴行・拷問・殺戮を加えた。内モンゴルのジャーナリストや研究者たちによると、当時内モンゴルに居住していた150万人弱のモンゴル人のうち、文革による犠牲者は30万人に達し、その後、内モンゴルではモンゴル人の人口250万人に対して、漢人の入植者は3000万人に激増した。楊海英は、事件をきっかけに「19世紀以降に満洲、モンゴル、新疆へと、彼ら漢人（中国人）が領土拡張してきた方法」により、内モンゴルは植民地開拓され、「内モンゴル自治区ではモンゴル人の人口がたったの250万人にとどまり、あとから入植してきた中国人はいつの間にか3000万人にも膨れあがり、その地位が完全に逆転してしまいました。中国人による植民地開拓のプロセスは基本的に同じです」と述べている。
アルタンデレヘイ（中国語: 阿拉騰徳力海）は、文革時のモンゴル人ジェノサイドで｢50種以上の拷問｣が考案されたことを紹介しており、「中国共産党はまず、ウランフの例でわかるようにモンゴル人の指導者と知識人たちを狙った。文字を読める人は殆ど生き残れなかったと言われるほどの粛清が行われた。50種類以上の拷問が考案され、実行された。たとえば、真赤に焼いた棍棒で内臓が見えるまで腹部を焼き、穴をあける。牛皮の鞭に鉄線をつけて殴る。傷口に塩を塗り込み、熱湯をかける。太い鉄線を頭部に巻いて、頭部が破裂するまでペンチで締め上げる。真赤に焼いた鉄のショベルを、縛りあげた人の頭部に押しつけ焼き殺す。『実録』には悪夢にうなされそうな具体例が詰まっている。女性や子どもへの拷問、殺戮の事例も限りがない。中国共産党の所業はまさに悪魔の仕業である」と批判している。
文革終息後、中国政府はジェノサイドをおこなった漢人入植者を処罰しなかったことから、1981年にモンゴル人大学生による大規模な抗議活動がおこなわれたが、当局の厳しい弾圧に遭い、抗議活動を支援したモンゴル人幹部や文革を生き延びた人々は全員粛清され、モンゴル人大学生も辺鄙な地域へ追放されて公民権を剥奪された。

#### 広西チワン族自治区の文革
文革は、北京において、南モンゴルにおいて、チベットにおいて、広西においては相違があり、宋永毅（カリフォルニア大学ロサンゼルス校）が発掘した文革終了後、広西の党委員会組織が10万人の人員と4年をかけて、「文革遺留問題」処理にあたり、党委員会が作成した処理についての上級機関への報告書「広西文革檔案資料」によると、広西では、文革期に約20万の冤罪、約8万9000人の不正常な死、行方不明2万人、名前不明の死者3万人以上、少なくとも15万人が虐殺され、民間の調査では20万人以上が殺害されたという。資料によると、文革中、302人が殺害後に心臓・肝臓を摘出、食人が横行していたことが明かされている。資料により、名前が判明している殺人者は200人以上、うち6割が武装部長、民兵指揮員、民兵及び幹部であり、食人を働いた84%は中国共産党員・幹部であり、広西の5万人近い共産党員が虐殺、殺人に加担しており、文革の混乱に乗じた民衆の事件ではなく、中国共産党が組織的に行った虐殺・食人であることが裏付けられている。
武宣県の報告には以下の記述がある。
「（1968年）6月17日、武宣に市の立つ日、蔡朝成、劉鳳桂らは湯展輝を引きずりながら町を行進し、新華書店前まで連れていくと、龍基が歩銃で湯を打ち据えた。王春栄は刃渡り五寸の刀をもって腹をさばいて、心臓と肝臓を取り出すと、野次馬が蜂のように群がって、それぞれ肉を切り取って奪った。肉が切り取られた後、ある老婆が生殖器を切り取り、県の服飾品加工工場の会計の黄恩范が大腿部を一本切り落として、職場に持ち帰り、工場職員仲間の鐘桂華とともに骨から肉を削り落として煮物にして食べた。当時、この残虐な現場にいた県革命委員会副主任、県武装部副部長の厳玉林は、この暴虐行為を目の当たりにしても一言も発さなかった。当時、招集された四級幹部会で、会議参加者のそれぞれの代表は人肉を食べ、非常な悪影響を与えていた」
欽州の報告書には以下の記述がある。
「1968年9月7日から17日にかけて、上思県革命委員会が四級幹部会を招集し、上思中学で、群衆による公開殺人大会を開いた。このとき幹部、群衆12人が殺害されたが、一部の死者は腹をさばかれ肝臓を取り出され、県革命委員会の食堂で煮て食べられた。食人には県の幹部らが参加した。
同県の思陽公社武装部長・王昭騰は大隊に殺人を命令し、その晩、鄧雁雄を殺害、肝臓を取り出して煮て、部下らと一緒に食べた。彼は部下らに、人の肝臓を食べると、大胆になると言って勧めた。翌日、王昭騰は、さらに四人殺し肝臓を取り出し、二、三の生産隊ごとで、一人分の肝臓を食べるように命令を出した」
宋永毅は、広西では食人以外に、軍の師団が組織的に民衆に対して殲滅を行う、女性に対する性暴力が行われたことを指摘している。広西の農村では、父親や夫を殺害して妻や娘を凌辱する行為が常態化、資料によると、225事件1000人以上の被害者が記録されている。資料には、「1968年4月25日、浦北県北通公社で、大隊が四度にわたり24人を殺害。肝臓を取り出して煮て酒とともに食べた。この公社では180人が殺害された。…主犯の劉維秀、劉家錦らは、劉政堅を殴り殺したのち、17歳に満たないその娘に対し輪姦後、殴り殺し、肝臓と乳房、陰部を切り取った」という記述がある。
父親や夫を殺害後、犠牲者の妻や娘が、殺害当事者の妻にされることがあり、それを「改嫁」という。資料には、「浦北県北通公社の旱田大隊革命委員会主任は計画的に22人を殺害、殺害前に、犠牲者の財産を調べており、殺害後にその妻と娘四人が幹部らに嫁がされた。その時、改嫁証明費、出嫁費用として894元が支払われた」という記述がある。
宋永毅は、広西の文革の特徴として以下の4点を挙げている。
1. 地方政府が意図的に作り出した無政府状態
2. 高度な組織化による虐殺
3. 虐殺の目的が階級の敵の生命を絶つことから、殺戮に伴う官能と快楽を得ることになっている
4. 一族郎党を絶滅させるという方式が採られているが、これはその一族の財産（女性も含む）を奪うという動機が潜んでいる

宋永毅は、文革とは「共産党が文革以前に実施した17年間の政策の結果である」と証言しており、これに対して福島香織は、文革についてはタブーが多く、その誤りが検証されなければ、中国共産党に対する批判が許されない現在の中国では、再度大虐殺を伴う動乱が起きても不思議ではないと示唆している。

#### チベット自治区の文革
チベット人作家のツェリン・オーセルは、文革を「シヤアジェ（殺劫）」と表現、チベットではもともと近代的な「革命」を指す言葉もなかったが、中国共産党の侵略を受けて、新たに「サルジェ」という語が創設され、中国人がもたらした「革命」を意味する「サルジェ」は、漢語の「殺劫」と類似した発音であり、「人類殺劫」となり、文革の本質を表した概念として定着していった。
中国は「ヨーロッパの中世よりも暗黒な政教一致の農奴制からチベット人民を解放した」と宣言したが、それを認めないダライ・ラマは「叛乱」、文革中も「解放」されたチベット人は度々武装蜂起したが、それらは造反派と保守派の対立による武闘か或いは再叛乱なのかをめぐり論争があるが、オーセルは「共産党のいう『革命』や『解放』は、雪の国を根底から揺り動かし、その大地に深く根づいたチベット民族のルーツ（根）を根こそぎ掘り返し、伝統、文化、信仰、価値などを喪失させ、貧困に突き落とした。
そして、抵抗すれば残酷に鎮圧した。かくしてチベット人は物質的にも精神的にも追い詰められ、『再叛乱』を起こさざるを得なくなった」として、文革中のチベット人の抵抗をダライ・ラマに続く「再叛乱」と位置づけ、「チベットの近代史において最も暗黒の時期であった文革期における光輝であった」と述べている。楊海英は、「『解放者』からの抑圧に対して武装蜂起し、そしてその蜂起が『再叛乱』だと解釈されて鎮圧された歴史を民族の近現代史における『光輝』と呼んだところに、チベット人にとっての文革の悲劇性が認められるのではなかろうか」と評している。

## 関連作品
「Category:文化大革命を題材とした作品」も参照。
小説
- 閻連科『人民に奉仕する』（谷川毅訳、2006年、文藝春秋）

映画
- 子供たちの王様（1987年、中国）
- 犬と女と刑（シン）老人（1993年、中国）
- 小さな村の小さなダンサー（2009年、オーストラリア）

## 関連文献
- 鄭念『上海の長い夜　文革の嵐を耐え抜いた女性の物語 （上下）』（篠原成子・吉本晋一郎訳、原書房、1988年 / 朝日文庫、1997年）
- 矢吹晋 『文化大革命』（講談社現代新書、1989年10月、ISBN 4061489712）
- 厳家祺・高皋 『文化大革命十年史』（辻康吾訳、岩波書店<上下>、1996年12月、ISBN 4000028669・ISBN 4000028677）/ 岩波現代文庫（上中下）、2002年
- 丸山昇 『文化大革命に到る道――思想政策と知識人群像』（岩波書店、2001年1月、ISBN 4000246062）
- ユン・チアン、ジョン・ハリデイ『マオ――誰も知らなかった毛沢東（下）』（土屋京子訳、講談社、2005年11月）
- 宋永毅編 『毛沢東の文革大虐殺 封印された現代中国の闇を検証』（松田州二訳、原書房、2006年）
- 草森紳一 『中国文化大革命の大宣伝（上下）』（芸術新聞社、2009年5月）
- 古谷浩一 『林彪事件と習近平』（筑摩書房、筑摩選書、2019年5月）、ISBN 4480-01682-1
- 楊海英『墓標なき草原―内モンゴルにおける文化大革命・虐殺の記録（上下）』 （岩波書店、2009年 / 岩波現代文庫、2018年）
  - 『続　墓標なき草原―内モンゴルにおける文化大革命・虐殺の記録』（岩波書店、2011年）
- 楊海英編『モンゴル人ジェノサイドに関する基礎資料』（風響社、2009年 - 2020年、第1巻 - 第12巻）
- 王輝 『文化大革命の真実　天津大動乱』（橋爪大三郎・張静華監修、中路陽子訳、ミネルヴァ書房、2013年）

以下は写真記録
- 李振盛 撮影『紅色新聞兵　ある中国人写真家の文化大革命をめぐる彷徨』（ロバート・プレッジ 編、清宮真理訳、ファイドン、2005年）
- ツェリン・オーセル『殺劫（シャーチェ）チベットの文化大革命』（ツェリン・ドルジェ写真、藤野彰・劉燕子 訳、集広舎、2009年）
- 『1967中国文化大革命　荒牧万佐行写真集』（集広舎、2017年）